# Petra Heuberger
Petra Heuberger (* 9. April 1980 in Wittelbach) ist eine deutsche Tischtennisspielerin und -trainerin. Bei der Deutschen Meisterschaft gewann sie 2003 und 2008 eine Bronzemedaille im Doppel.

## Werdegang
Petra Heuberger wuchs in Seelbach (Schutter) auf. Hier kam sie im Alter von sieben Jahren zum Tischtennissport. Über die Vereinsstationen TTC Seelbach-Schuttertal (Badenliga), TTSF Hohberg und Freiburg-Wiehre (Regionalliga) kam sie im Jahr 2000 zur SV Böblingen, mit dessen Damenmannschaft sie 2006 in die Bundesliga aufstieg. 2008 wechselte sie zu DJK Offenburg, wo sie noch heute (2023) aktiv spielt und den Nachwuchs trainiert.
Bei europäischen Turnieren der weltweit agierenden christlichen Sportverbände FICEP gewann Petra Heuberger drei Goldmedaillen. Ihre größten Erfolge erzielte sie bei Deutschen Meisterschaften. 2003 gewann sie Bronze im Doppel mit Tanja Riß ebenso wie 2008 mit der Partnerin Irene Ivancan.

## Privat
Petra Heuberger ist seit 2006 verheiratet und hat zwei Kinder. Sie arbeitet als Verwaltungsfachangestellte in der Stadtkämmerei in Lahr.